# Hakea vittata
Hakea vittata är en tvåhjärtbladig växtart som beskrevs av Robert Brown. Hakea vittata ingår i släktet Hakea och familjen Proteaceae. Inga underarter finns listade i Catalogue of Life.